# Nova Gal·les del Sud
Nova Gal·les del Sud (en anglès: New South Wales) és l'estat més antic i poblat d'Austràlia.
Es troba en la part sud-oriental del país, al nord de Victòria i al sud de Queensland.
La Colònia de Nova Gal·les del Sud va ser fundada el 1788 i originalment va incloure bona part de la terra d'Austràlia i altres illes de la regió. Això no obstant, durant el segle xix, es van separar diversos territoris d'aquest estat, formant les colònies britàniques de Tasmània (1803), Austràlia Meridional (1836), Victòria (1851) i Queensland (1859).

## Geografia

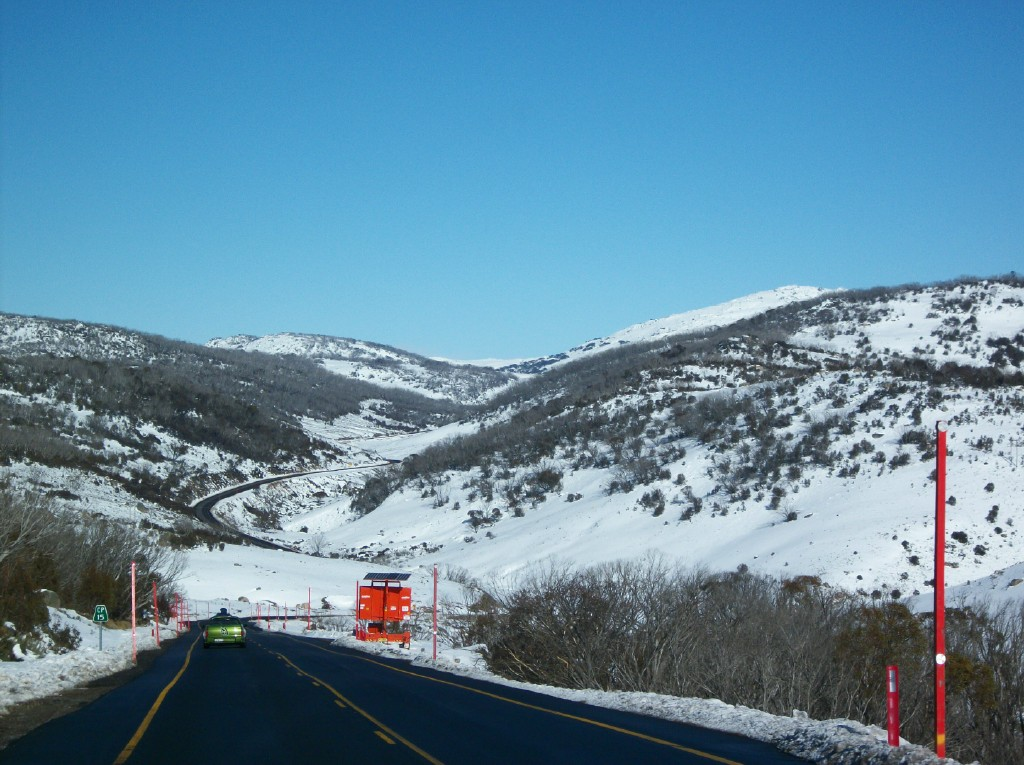
Les Muntanyes Snowy.

Nova Gal·les del Sud limita al nord amb Queensland, en l'oest amb Austràlia Meridional, al sud amb Victòria i a l'est amb el mar de Tasmània. El Territori de la Capital Australiana i el Territori de Jervis Bay formen una entitat administrada per separat que està envoltada íntegrament per Nova Gal·les del Sud. L'estat es divideix geogràficament en quatre àrees. Les tres ciutats més grans de Nova Gal·les del Sud, Sydney, Newcastle i Wollongong, es troben prop del centre d'una estreta franja costanera que s'estén des de les zones temperades fredes de la costa del sud a les zones subtropicals prop de la frontera amb Queensland.
Altres ciutats destacades són Gosford, també situada en la costa, i les localitats de Albury, Broken Hill, Dubbo, Tamworth, Armidale, Lismore, Nowra, Griffith, Leeton, Wagga Wagga, Goulburn i Coffs Harbour.
Físicament, l'estat de Nova Gal·les del Sud pot dividir-se en quatre seccions:
- La franja costanera, amb climes que van des del fresc temperat en l'extrem sud fins al gairebé subtropical a la frontera amb Queensland.
- Les regions muntanyenques de la Gran Barrera Divisòria i les terres altes a la seva al voltant. Molts becs superen els mil metres d'altitud, sent el més alt el Mont Kosciuszko, amb 2.229 metres.
- Les planes destinades sobretot a l'agricultura que ocupen bona part de la superfície de l'estat. La densitat de població és aquí molt inferior a la de la costa.
- Les planes àrides de l'extrem nord-occidental de l'estat, gairebé inabitables.

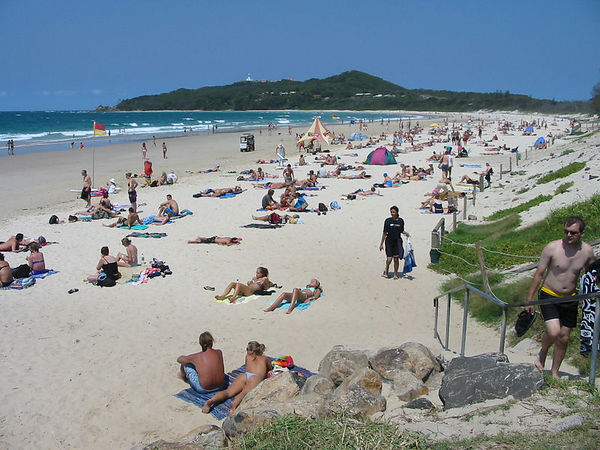
Platja de Byron Bay en la costa nord de Nova Gal·les del Sud.

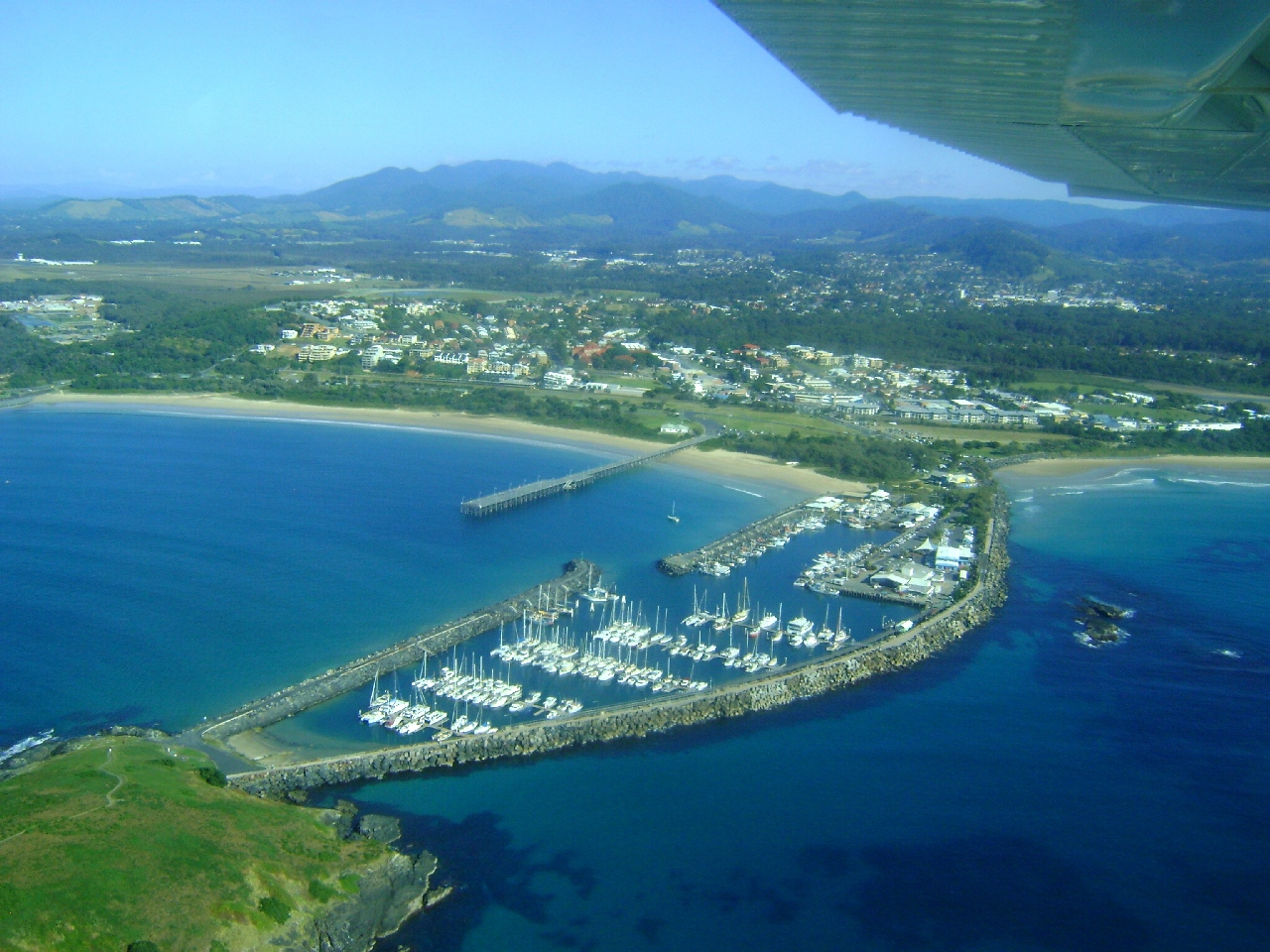
Coffs Harbour.

La regió de Illawarra se centra a la ciutat de Wollongong, amb Shoalhaven, Eurobodalla i la Costa Sapphire al sud. La Costa Central es troba entre Sydney i Newcastle, amb les regions de Mid North Coast i Northern Rivers que arriben al nord de la frontera amb Queensland. El turisme és important per a l'economia de les ciutats costaneres, com Coffs Harbour, Lismore, Nowra i Port Macquarie, però la regió també produeix mariscs, carn, làctics, fruites, canya de sucre i fusta.
La Gran Serralada Divisòria s'estén des de Victoria, en el sud a través de Nova Gal·les del Sud fins a Queensland, paral·lela a l'estreta plana costanera. Aquesta àrea inclou les Muntanyes Snowy, els altiplans del nord, centre i sud, les terres altes del sud i els vessants del sud-oest. Encara que no són particularment pronunciats, molts becs de la serralada s'alcen a més d'1.000 metres (3.281 peus), amb el Muntanya Kosciuszko aconseguint els 2.229 m (7.313 peus). El esquí a Austràlia es va iniciar en aquesta regió, en Kiandra cap a 1861. La temporada d'esquí relativament curta subscriu a la indústria turística a les muntanyes Snowy. L'agricultura, en particular la indústria de la llana, és important al llarg de les terres altes. Entre els centres principals s'inclouen Armidale, Bathurst, Bowral, Goulburn, Inverell, Orange, Queanbeyan i Tamworth.
Hi ha nombrosos boscos en Nova Gal·les del Sud, amb espècies tals com el Eucaliptus Red Gum i el Freixe Crow (Flindersia australis).